# Гладилович Адольф Степанович
Адольф Гладилович (*14 березня 1914 ) — письменник та публіцист Канади українського походження.

## Життєпис
Походив з роду Гладиловичів. Був родичем громадського діяча Дем'ян Гладиловича. Сестра діда Адольфа Гладиловича, званого теж Адольфом, була дружиною письменника Андрія Чайковського. Син Степана Гладиловича, фінансового службовця, та Євдокії Веселої. Народився 14 березня 1913 року в Дрогобичі.
У 1923—1930 роках навчався в Українській приватній гімназії імені І.Франка міста Дрогобича. Водночас став членом Пласту, проходив вишкіл у 18 Пластовому полку, пізніше — куріні ім. І.Франка. В гімназії 1929 року став членом Юнацтва Організацій українських націоналістів (ОУН).
У 1931 році А. Гладилович екстерном складає іспит зрілості (матуру) в Академічній державній гімназії у Львові й через рік вступає на правничий факультет Львівського університету. У 1933-36 роках очолює в Дрогобичі Студентську секцію при Туристично-спортивному Товаристві «Підгір'я». Головою Товариства був його близький приятель із гімназійних часів Михайло Смола, молодий поет.
1933 року А. Гладиловича обирають членом Повітової екзекутиви ОУН в Дрогобичі, у наступному році — повітовим організаційним референтом. Після університету, який А.Гладилович закінчив 1937 року з дипломом магістра прав, він 1938 року стає провідником ОУН у Калуші, 1939 року — в Дрогобицькій окрузі. Як правник-практикант набував професійного досвіду в адвокатів Івана Сохацького (місто Калуш), Володимира Скибінського та Романа Савойки (м. Дрогобич). У вересні 1939 року було заарештговано й відправлено до польського концтабіру Береза Картузька.
Проте війна Польщі з Німеччиною сприяла звільненю Гладиловича, який перебрався до містечку Лежайську на Ярославщині. Українським парохом тут був дрогобичанин, о. Юрій Кікта. Він і допоміг учорашньому в'язневі влаштуватися на посаду міського секретаря. У Лежайську Адольф Гладилович одружився, тут народився його син Ігор. У Лежайську застала А. Гладиловича німецько-радянська війна. З Похідною групою «Синява — Львів» під керівництвом Ярослава Спольського вирушив до Дрогобича.
У 1941 році був членом Дрогобицького обласного Проводу ОУН — референтом зв'язків з адміністрацією. Працював у Міській управі Дрогобича (1941—1943 роки), потім референтом Українського допомогового комітету Львівської округи в Комарні (1943—1944 роки). У зв'язку з наступом радянських військ 1944 року, щоб не сталося те, що з батьком (розстріляно НКВС у 1941 році напередодні війни з Німеччиною), Адольф Гладилович змушений був залишити Україну.
Від серпня до листопада працював на фермі у Фішменді коло Відня. Потім його примусово вислали в провінцію Бургенлянд, у село Гольс, копати окопи («шванценграбен»). Звідти у квітні 1945 року утік. Опинився у французькій окупаційній зоні Австрії. У 1945—1947 роках поневірявся містом Дорнбірн, таборами «переміщених осіб» у Ландеку, Верглі, Куфштайні в Тіролі.
В 1947—1952 роках перебував у Тунісі, в селищі Бен-Метір, на будівництві греблі. Це селище майже цілковито складалося з вигнаних із рідних місць українців. 1952 року Адольф Гладилович виїхав до Канади, де мешкав у Монреалі. Протягом 1960—1978 років працював поштовим службовцем.
У квітні 1995 року Адольф Гладилович відвідав Україну.

### Громадська діяльність
В Монреалі 31 травня 1956 року організував 434-й Пластовий відділ Українського Народного Союзу (УНС) і керував цим відділом 35 років. У 1959—1962 роках очолював Монреальську Пластову станицю. Понад двадцять п'ять років (1963-89), зокрема, як провідний учасник так званої «Акції С.» невтомно збирав пожертви на видання в Сарселі (Франція) 10-томної «Енциклопедії Українознавства».
Із дванадцяти з'їздів дрогобичан західної діаспори А. Гладилович не пропустив жодного, і в кожному його участь була важливою, значущою.

## Творчість
Основна тема його творів — Дрогобиччина. В 1933-36 роках друкувався у львівських часописах «Наш Клич», «Вісті», «Голос Нації», «Голос», «Дажбог», «Студентський Шлях», «Студентський Вісник». У 1937 році входив до редколегії дрогобицького часопису «Гомін Басейну».
Протягом 1940-41 років виступав на сторінках «Краківських Вістей». У 1946—1947 роках друкується в українській періодиці та альманахах Зальцбурга («Останні Новини», «Наш Шлях»), Парижа («Українець. Час», «Ми і Світ»; 1949—1955 роки), Мюнхена («Українська Трибуна», «Український Самостійник», «Шлях Перемоги»; 1948—1965 роки), Монреаля («Монреальський інформатор»; «ОКО»; 1960—1966; 1979—1986 роки), Торонто («Гомін України»; від 1954 р.).
Належить до редколегій «Пластового Шляху» (Торонто; від 1971 р.), «Свободи» (Джерсі-Сіті; від 1982 р.), «Українського Філателіста» (Вашінгтон; від 1986 р.), а також до редколегії регіональної збірки «Дрогобиччина — земля Івана Франка», третій том якого готував як відповідальний редактор.

## Праці
- Українці в Тунісі (2005 рік)
- одним з авторів «Пропам'ятної книги храму Св. Архистратига Михаїла» (Монреаль, 1966)
- збірка матеріалів «Коссак. Охримович. Тураш» (Торонто, 1968)
- авторсько-упорядницький довідник "Пластова оселя «Батурин і околиці» (Монреаль, 1982)
- «Тисячоліття хрещення України та оборона історичної правди»
- «Правда про бій під Крутами»
- «В обороні нашого доброго імени»